# Heterobasidion
Heterobasidion Bref. (korzeniowiec) – rodzaj grzybów z rodziny jodłownicowatych (Bondarzewiaceae). Należy do niego 12 gatunków.

## Charakterystyka
Grzyby nadrzewne, saprotrofy i pasożyty. Owocniki o kształcie półeczkowatym, konsolowatym, rozpostarto-odgiętym lub siedzącym. Zazwyczaj są wąskie i cienkie i pokryte żywicowatą skórką. Miąższ zdrewniały, twardy, hymenofor w postaci rurek tworzących kilka warstw. Grzyby kortycjoidalne o owocniku wieloletnim twardym (huby). Powierzchnia początkowo delikatnie pokryta jasnobrązowymi włoskami, wkrótce ciemniejsza i gładka z wyraźną cienką, czarną skórką. Hymenofor rurkowaty, pory regularne, o kształcie od okrągłego do kanciastego, przeważnie małe. Kontekst od białego do jasnokremowego, w odczynniku Melzera ciemno czerwonobrązowy. System strzępkowy dimityczny, dominują nierozgałęzione, lub mające kilka gałęzi, dekstrynoidalne strzępki szkieletowe, strzępki generatywne cienkościenne, z przegrodami bez sprzążek. Cystyd brak. Podstawki maczugowate, 4-sterygmowe z prostą przegrodą w podstawie. Bazydiospory szeroko elipsoidalne lub kuliste, szkliste, cienkościenne lub nieco grubościenne, o powierzchni drobnobrodawkowatej, w odczynniku Melzera nieamyloidalne. Powodują białą zgniliznę drewna żywych drzew iglastych.
Heterobasidion charakteryzuje się wśród grzybów poroidalnych dekstrynoidalnymi strzępkami, septowanymi strzępkami generatywnymi z przegrodą i nieamyloidalnymi, brodawkowanymi zarodnikami.

## Systematyka i nazewnictwo
Pozycja w klasyfikacji według Index Fungorum: Bondarzewiaceae, Russulales, Incertae sedis, Agaricomycetes, Agaricomycotina, Basidiomycota, Fungi.
Synonim naukowy: Murrilloporus Ryvarden.
Polską nazwę nadał Stanisław Domański w 1967 r. W polskim piśmiennictwie mykologicznym należące do tego rodzaju gatunki opisywane były też pod nazwami wrośniak lub korzenica.
Gatunki:
- Heterobasidion abietinum Niemelä & Korhonen – korzeniowiec jodłowy
- Heterobasidion araucariae P.K. Buchanan
- Heterobasidion annosum (Fr.) Bref. – korzeniowiec sosnowy
- Heterobasidion arbitrarium (Corner) T. Hatt.
- Heterobasidion australe Y.C. Dai & Korhonen 2009
- Heterobasidion ecrustosum Tokuda, T. Hatt. & Y.C. Dai 2009
- Heterobasidion insulare (Murrill) Ryvarden
- Heterobasidion irregulare Garbel. & Otrosina 2010
- Heterobasidion linzhiense Y.C. Dai & Korhonen 2007
- Heterobasidion occidentale Otrosina & Garbel. 2010
- Heterobasidion orientale Tokuda, T. Hatt. & Y.C. Dai 2009
- Heterobasidion parviporum Niemelä & Korhonen 1998 – korzeniowiec drobnopory

Wykaz gatunków i nazwy naukowe na podstawie Index Fungorum. Nazwy polskie według Władysława Wojewody.